# Мінерал (округ, Західна Вірджинія)
Шаблон:StateAbbr_ 39°25′ пн. ш. 78°56′ зх. д. / 39.42° пн. ш. 78.94° зх. д.
Округ  Мінерал (англ. Mineral County) — округ (графство) у штаті  Західна Вірджинія, США. Ідентифікатор округу 54057.

## Історія
Округ утворений 1866 року.

## Демографія
За даними перепису 2000 року загальне населення округу становило 27078 осіб, зокрема міського населення було 10335, а сільського — 16743. Серед мешканців округу чоловіків було 13250, а жінок — 13828. В окрузі було 10784 домогосподарства, 7708 родин, які мешкали в 12094 будинках. Середній розмір родини становив 2,93.
Віковий розподіл населення поданий у таблиці:
| Стать    | До 15 років | 15-21 | 22-29 | 30-39 | 40-49 | 50-65 | 65-85 | Понад 85 |
| -------- | ----------- | ----- | ----- | ----- | ----- | ----- | ----- | -------- |
| Чоловіки | 2690        | 1386  | 1237  | 1764  | 1976  | 2494  | 1575  | 128      |
| Жінки    | 2532        | 1253  | 1175  | 1901  | 2072  | 2516  | 2052  | 327      |

## Виноски
1. ↑  U.S. Decennial Census. United States Census Bureau. Архів оригіналу за 12 травня 2015. Процитовано 10 січня 2014.
2. ↑  Historical Census Browser. University of Virginia Library. Архів оригіналу за 11 серпня 2012. Процитовано 10 січня 2014.
3. ↑  Population of Counties by Decennial Census: 1900 to 1990. United States Census Bureau. Архів оригіналу за 3 червня 2013. Процитовано 10 січня 2014.
4. ↑  Census 2000 PHC-T-4. Ranking Tables for Counties: 1990 and 2000 (PDF). United States Census Bureau. Архів оригіналу (PDF) за 6 вересня 2019. Процитовано 10 січня 2014.
5. ↑  State & County QuickFacts. United States Census Bureau. Архів оригіналу за 7 червня 2011. Процитовано 10 січня 2014.(англ.) Наведено за англійською вікіпедією.
6. ↑  American FactFinder. Бюро перепису населення США. Архів оригіналу за 26 лютого 2012. Процитовано 31 січня 2008.

| США | Це незавершена стаття з географії США. Ви можете допомогти проєкту, виправивши або дописавши її. |